# Drapeaux des administrations russes en Ukraine occupée
 (mars 2023).
Si vous disposez d'ouvrages ou d'articles de référence ou si vous connaissez des sites web de qualité traitant du thème abordé ici, merci de compléter l'article en donnant les références utiles à sa vérifiabilité et en les liant à la section « Notes et références ».
En 2014, au début de ce qui devient la guerre russo-ukrainienne, des républiques séparatistes (de Donetsk et Lougansk) sont proclamées et se dotent de symboles « nationaux ». Avec leur intégration de jure dans la fédération de Russie en 2022 ces symboles sont désormais régionaux.

## Républiques

### République populaire de Donetsk
Les motifs et les couleurs du drapeau de la république populaire de Donetsk sont officiellement fixés le 21 juin 2014 par le Conseil populaire de la république populaire de Donetsk.
Auparavant, plusieurs variantes étaient utilisées.

Premier drapeau de la république populaire de Donetsk (mars-mai 2014), texte : « république de Donetsk » (Donestkaïa / Respublika).
Deuxième drapeau de la république populaire de Donetsk (mai-juin 2014) « république populaire de Donetsk » (Donestkaïa / narodnaïa Respublika).
Troisième drapeau de la république populaire de Donetsk (2014-2018), « république populaire de Donetsk »  (Donestkaïa narodnaïa / Respublika).
Drapeau actuel de la république populaire de Donetsk (depuis 2018).
Drapeau gouvernemental russe, hissé dans les bâtiments officiels des séparatistes.

### République populaire de Lougansk
Les motifs et les couleurs du drapeau de la république populaire de Lougansk sont officiellement fixés en novembre 2014 par le Conseil suprême de la république populaire de Lougansk,.
Auparavant, plusieurs variantes étaient utilisées.

Drapeau de la république populaire de Lougansk (avril-octobre 2014).
Drapeau de la république populaire de Lougansk (avril-octobre 2014).
Drapeau de la république populaire de Lougansk (avril-octobre 2014).
Drapeau de la république populaire de Lougansk (octobre-décembre 2014).
Drapeau officiel de la république populaire de Lougansk.
Drapeau de la république populaire de Lougansk frappé de l'emblème de l'État.
Drapeau gouvernemental russe, hissé dans les bâtiments officiels des séparatistes.

## Projet Nouvelle-Russie

### Drapeau de guerre
Le drapeau de facto de l’État fédéral de Nouvelle-Russie puis de l’Union des républiques populaires, probablement inspiré par le pavillon de beaupré de la fédération de Russie, représente une croix de saint André bleue liserée de blanc sur fond rouge.
On rencontre parfois une variante frappée des armes de Nouvelle-Russie.

Drapeau de Nouvelle-Russie.
Drapeau de guerre de la Nouvelle-Russie avec armes et devise.
Pavillon de beaupré de la fédération de Russie.

### Drapeau tricolore d’Oleg Tsarev
Il s’agit d’un drapeau à bandes tricolores inspiré du drapeau dit « héraldique » de l’Empire russe (utilisé principalement par les mouvements nationalistes russes dans la fédération de Russie). Il est proposé le 13 août 2014 par le député et président du Parlement de Nouvelle-Russie, Oleg Tsarev sans jamais toutefois être approuvé par le « Parlement de l’Union ».
Comme le drapeau impérial russe dont il est inspiré, celui de Nouvelle-Russie comporte trois bandes horizontales : une noire, une jaune et une blanche). Cependant l’ordre des bandes est inversé : le drapeau de Nouvelle-Russie est, de haut en bas, blanc-jaune-noir alors que le drapeau impérial était noir-jaune-blanc.

Drapeau tricolore de Nouvelle-Russie.
Drapeau de l'Empire russe de 1858 à 1883.